# 喬蒂·拉吉
喬蒂·拉吉（英語：Jyoti Raj，1988年5月17日—）是一名印度獨攀者。
拉吉被稱為「Kothi Raju」或「卡納塔克邦的蜘蛛人」，他因在沒有安全繩的情況下攀爬奇特拉杜爾加堡壘而知名。他不是為了運動而攀爬，而是為了帶給堡壘的遊客樂趣。
他也是唯一一個逆流攀登卡納塔克邦最高瀑布——830英尺高的喬格瀑布的人。2013年9月13日，他在胡布利莫魯沙韋馬斯（Moorusavir Math）的鐘樓上自由單人攀登，用時僅15分鐘多一點。他沒有使用任何安全帶，而是用粉筆做抓地力。
2014年，他以電影《Jyothi aliyas Kothiraja》首次以演員身分出演卡納達語電影。
他曾多次受命去營救或打撈掉下喬格瀑布的人的遺體，2018年的一次營救行動中，他被困在峽谷中過夜。

## 外部連接
- Jyohi Raju scaling the Chitradurga Fort
- Film to be made on the ‘Spiderman of Chitradurga